# آزادی مذهب در آنگولا
آزادی مذهب در آنگولا (انگلیسی: Freedom of religion in Angola) در قانون اساسی کشور وارد شده‌است و دولت عموماً در عمل این حق را رعایت کرده‌است. موردی از سوءاستفاده اجتماعی یا تبعیض در باره باورهای مذهبی مردم و انجام مراسم مذهبی گزارش نشده‌است.

## جمعیت‌شناسی مذهبی
مساحت کشور آنگولا ۱۲۴۶۶۹۰ کیلومتر مربع است (۴۸۱۳۵۱ میل مربع)، و جمعیت آن ۱۹ میلیون نفر می‌باشد. مذهب بخش اعظم مردم مسیحیت است و کاتولیکها بزرگترین گروه مذهبی کشور را تشکیل می‌دهند.
طبق برآورد کلیسای کاتولیک ۵۵ درصد جمعیت کشور کاتولیک هستند. بر اساس داده‌های انستیتوی ملی امور مذاهب که زیر مجموعه وزارت فرهنگ است، پروتستانها، که ۱۰ درصد جمعیت را شامل می‌شوند، هنوز وجود دارند که بتدریج قدرت آنها کم می‌شود.
بخش کوچکی از جمعیت روستایی بومی مراسم سنتی ویژه خود را بنام آنیمیسم [همزادگرایی] را انجام می‌هند. یک بخش کوچک هم مسلمانان هستند که بالغ بر ۸۰ تا ۹۰ هزار نفر می‌شوند، آنها عمدتاً مهاجرینی هستند که از غرب آفریقا و لبنان آمده‌اند. تعداد اندکی بی خدا در کشور وجود دارند. بخش اندکی از روستائیان به مذاهب سنتی آفریقایی معتقدند، اما برخی باورهای سنتی آفریقائی مورد اعتقاد بیشتر مردم است.
از زمان استقلال آنگولا میسیونرهای خارجی با آزادی در کشور فعالیت می‌کنند. در دهه‌های آخر استعمار میسیونرهای پروتستان گاه با برخی موانع روبرو می‌شدند.

## وضعیت آزادی مذاهب
در قانون اساسی آنگولا آزادی مذهب در نظر گرفته شده‌است و عموماً در عمل دولت این حق را رعایت کرده‌است. تمام سطوح دولتی سعی نموده‌اند از این حق به‌طور کامل مراقبت نمایند و سوء استفاده از آنرا، چه توسط دولت و چه توسط عوامل غیردولتی تحمل نکرده‌اند.
دولت از گروه‌های مذهبی خواسته‌است تا موقعیت حقوقی خود را از وزارت دادگستری و فرهنگ درخواست کنند. موقعیت حقوقی به گروه‌های مذهبی این حق را می‌دهد تا بعنوان شخص حقوقی در دادگاه شرکت کنند، و تضمینی برای موقعیت آنها به عنوان گروه‌های رسمی مذهبی ثبت شده‌است، و به آنها اجازه ساخت مدارس و کلیسا می‌دهد. روزهای مقدس مسیحیان، کریسمس و جمعه نیک [جمعه قبل از عید پاک] تعطیل رسمی هستند و هیچ تأثیر منفی روی دیگر گروه‌های مذهبی ندارند.
مدارس دولتی به آموزش مذهبی ملزم نیستند. دولت به سازمانها و میسیونهای دارای موقعیت حقوقی اجازه تأسیس و اداره مدارس می‌دهد.

## محدودیت بر آزادی مذاهب
سیاست دولت و رویکرد کلی آن به‌طور کلی حامی آزادی اجرای مراسم دینی است.
وزارت فرهنگ و دادگستری در حال حاضر ۸۵ فرقه مذهبی را به‌رسمیت می‌شناسد. بیش از ۸۰۰ سازمان مذهبی دیگر، که بسیاری از آنها دارای ریشه مسیحیت انجیلی کنگوئی یا برزیلی هستند، درخواست ثبت نام داده‌اند. آنها دارای اعضای کمتر از ۱۰۰۰۰۰ نفر هستند بنابراین واجد شرایط دریافت موقعیت قانونی وحقوقی نیستند. طبق گزارش INAR انتظار می‌رود جامعه مسلمین که توسط مسجد مرکزی لواندا نمایندگی می‌شود، بزودی وضعیت قانونی خود را بدست آورد. آنگولا تنها کشوری در جهان است که اسلام را بعنوان مذهب به‌رسمیت نمی‌شناسد. در فوریه سال ۲۰۰۶ دولت سه مسجد را به دلیل ایجاد ترافیک در هنگام برگزاری مراسم بست ولی با مذاکره رهبران مسلمانان محلی با INAR به توافق رسیدند و مساجد مجدداً در ماه دسامبر سال ۲۰۰۶ افتتاح شد.